# Michelle Buswell
Michelle Buswell (Orange Park, 3 agosto 1983) è una modella statunitense.

## Carriera
Originaria della Florida, Michelle Buswell viene scoperta durante una vacanza a Disney World, mentre alloggiava in un albergo in cui stava tenendo un concorso di bellezza. Due mesi dopo il concorso la Buswell lascia la Florida per trasferirsi a New York grazie ad un contratto con l'agenzia di moda Marilyn Agency.
La popolarità per la modella arriva quando viene fotografata da Steven Meisel per la copertina di Vogue nel 2002. A quella copertina ne seguiranno diverse altre per Elle, Flair, Marie Claire, Harper's Bazaar, ID e Numéro in Francia, Italia, Giappone e Regno Unito. La Buswell è inoltre stata la testimonial di diverse campagne pubblicitarie per Versace, Tommy Hilfiger, Alessandro Dell'Acqua, Benetton, Byblos, Chanel make-up, GAP, Gai Mattiolo, Gianfranco Ferré, Guy Laroche, H&M, Jean Paul Gaultier, L'Oréal, Neiman Marcus, Oscar de la Renta, Prada, Ralph Lauren, Yamamay ed altri.
Nel 2005 è stata una delle protagoniste del calendario Pirelli, fotografata da Patrick Demarchelier.

## Agenzie
- Women Management - New York
- Storm Model Agency
- Marilyn Agency